# Peñalolén
Peñalolén é uma das 32 comunas que compõem a cidade de Santiago, capital do Chile.
A comuna limita-se: a norte com La Reina e Las Condes; a leste com San José de Maipo (província de Cordillera); a sul com La Florida ; a oeste com Macul e Ñuñoa.